# Новомар'ївка (селище)
Новомар'ївка — селище в Україні, Макіївської міської громади Донецького району Донецької області. Населення становить 305 осіб. Відстань до Макіївка становить близько 24 км і проходить автошляхом місцевого значення.

## Населення

### Мова
Розподіл населення за рідною мовою за даними перепису 2001 року:
| Мова       | Кількість | Відсоток |
| ---------- | --------- | -------- |
| українська | 275       | 90.16%   |
| російська  | 30        | 9.84%    |
| Усього     | 305       | 100%     |

За даними перепису 2001 року населення селища становило 305 осіб, з них 90,16% зазначили рідною мову українську та 9,84% — російську.